# Emmanuel Mayolle
 (juillet 2012).
Emmanuel Édouard Joseph Mayolle, né le 25 février 1897 à Houplines et décédé le 6 décembre 1980 à Paris, est un industriel et syndicaliste français.

## Biographie
Fils de Jérôme Mayolle (1857-1946), médecin à Houplines et d'Henriette Forge (1860-1919), Emmanuel Mayolle s'engage à 18 ans pour la durée de la guerre à Boulogne-sur-Mer le 29 avril 1915, au 29e régiment d'artillerie de campagne (RAC) puis au 235e RAC. Blessé par éclats d'obus au bras et à la cuisse en avril 1917 lors de l'offensive Nivelle sur le Chemin des Dames, il rejoint l'école d'application de l'artillerie de Fontainebleau à l'issue de sa convalescence. Il est promu sous-lieutenant, reçoit la Croix de Guerre et la Légion d'honneur.
Après la guerre, il s'associe avec son frère Lucien dans la société Savonneries d'Alesia et parfumerie Thorel réunies. Il en est administrateur et directeur général-adjoint.
Sous l'Occupation, il fait partie du comité d'organisation des huiles et graisses.
En 1943, il est vice-président délégué de la Fédération nationale des Industries de corps gras, aux côtés du président Régis. Puis en 1967, il en prend la présidence à titre provisoire jusqu'en 1969, date à laquelle il en devint président d'honneur. Il le restera jusqu'à sa mort en 1980.
En 1946, Il participe à la création du Conseil national du patronat français. Il présente les objectifs du C.N.P.F. lors de la conférence inaugurale du 5 novembre 1946, préside la commission de constitution du CNPF puis celle du dirigisme. Il en sera trésorier et vice-président, sous la présidence de Georges Villiers puis de Paul Huvelin, jusqu'en 1968. Cette année-là, il participe aux négociations de Grenelle dans la délégation du CNPF.
En 1953, il est responsable de la Commission de la production industrielle au Conseil Économique et Social et membre de la Chambre de commerce et d'industrie de Paris (CCIP), dont il sera vice-président. 
Il fut également vice-président du Centre de recherches des chefs d'entreprise ( CRC ), lié au CNPF, administrateur de la compagnie des Messageries maritimes, de la Maison de la Chimie, de la Compagnie générale des Oléagineux Tropicaux.

## Présidence d'HEC
Dans le cadre de la CCIP présidée par Jean Marcou, il prend la présidence d'HEC et avec son collaborateur Guy Lhérault il met en œuvre la réforme de l'enseignement des études et l'installation du campus à Jouy-en-Josas

## Décorations
- Croix de guerre 1914-1918
- Croix de guerre 1939-1945
- Commandeur de la Légion d'honneur[13]

## Publications
- Les industries du savon et des détergents, Que Sais-je ? no 980, Presses universitaires de France